# 若草物語 (お伽草子)
『若草物語』（わかくさものがたり）は、中世後期（室町時代後期）に成立したとされているお伽草子の1つ。著者は不詳。3巻3冊。

## 概要
『風葉和歌集』雑二に見える『世をうぢ川』（散逸）の改作と言われているが、これは『世をうぢ川』と本作品に共通する登場人物（乳母の淡路）が詠んだとされる和歌が『風葉和歌集』に採録されていることに由来する説であり、具体的な影響関係は不明である。公家社会を舞台にした“公家本”に分類されている。
伝本として、天理図書館に所蔵されている奈良絵本3冊版と寛文7年（1667年）3冊とこれの同系統の刊本及び写本とみられる本複数と慶應義塾図書館に所蔵されている写本3冊があるが、天理図書館2種と慶應義塾図書館本では内容が異なっている。

## 内容
按察大納言の北の方は前の関白であった亡き兄の娘「若草」を引き取って乳母の淡路とともに育てることになった。若草は大納言の子である「少将」と「朝日の前」の兄妹ともに育てられ、やがて朝日の前の計らいで少将と結ばれて娘を生んだ。北の方もこの婚姻を喜んだが、大納言はこれに不満で三条の左近の宰相の娘と少将の縁談を取りまとめた上で、少将を婿入り婚のために無理やりに宰相の家に送ってしまい、若草を大仏詣を名目に家から追い出してしまった。愛する人とも娘とも引き離された若草は大仏に参詣後に宇治橋から川に投身する。帰宅した少将は若草の話を聞いてあちこちを歩き回り、長谷寺での夢に導かれて大仏を経て宇治川にたどり着き、若草に同行していた淡路から若草の死を告げられる。一旦帰京した少将は娘を朝日の前に託して出家して高野山から吉野山を経て熊野山にて修行、往生を遂げる。後悔した大納言も北の方とともに出家する。淡路も出家をして若草も追善のおかげで往生し、後に大納言夫妻も往生する。残された朝日の前は三位中将の北の方になるが両親と兄夫婦の死を嘆きつつ、少将と若草の忘れ形見の娘を摂政の孫である侍従と結婚させた。
以上が、天理図書館本での内容であるが、慶応義塾図書館本では若草は清水観音の霊験で助けられ、少将と再会して帰京して幸せに暮らす内容になっている。